# Грајворон
Грајворон (рус. Грайворон) градић је у Русији, у Белгородској области. Према попису становништва из 2010. у граду је живело 6234 становника.

## Становништво
| 1939. | 1959. | 1970. | 1979. | 1989. | 2002. | 2010. |
| ----- | ----- | ----- | ----- | ----- | ----- | ----- |
| 4.600 | 5.141 | 5.859 | 5.930 | 5.992 | 6.196 | 6.234 |